# Proculus jicaquei
Proculus jicaquei là một loài bọ cánh cứng trong họ Passalidae. Loài này được Schuster, Cano & Reyes-Castillo miêu tả khoa học năm 2003.